# Schedorhinotermes nancowriensis
Schedorhinotermes nancowriensis es una especie de termita subterránea del género Schedorhinotermes, de la familia Rhinotermitidae, orden Blattodea.

## Distribución
Se distribuye por India, en las islas Nicobar.

## Taxonomía
Fue descrita por Maiti & Chakraborty en 1994.
Tratamiento taxonómico
La especie aparece registrada y publicada en Termite fauna (Isoptera) of the Andaman and Nicobar Islands, Indian Ocean. Records of the Zoological Survey of India, Occasional Paper, 167, 1–107.